# (33811) Scottobin
1999 XO164 (asteroide 33811) é um asteroide da cintura principal. Possui uma excentricidade de 0.19214080 e uma inclinação de 8.31711º.
Este asteroide foi descoberto no dia 8 de dezembro de 1999 por LINEAR em Socorro.